# Elsfleth
Elsfleth – miasto w Niemczech, w kraju związkowym Dolna Saksonia, w powiecie Wesermarsch.

## Geografia
Elsfleth położony jest w pobliżu ujścia rzeki Hunte do Wezery.
Przez miasto przebiega droga krajowa B212.

## Współpraca
- Marstal, Dania